# Gruppo 670
 (mai 2024).
La mise en forme du texte ne suit pas les recommandations de Wikipédia : il faut le « wikifier ».
Les points d'amélioration suivants sont les cas les plus fréquents. Le détail des points à revoir est peut-être précisé sur la page de discussion.
- Les titres sont pré-formatés par le logiciel. Ils ne sont ni en capitales, ni en gras.
- Le texte ne doit pas être écrit en capitales (les noms de famille non plus), ni en gras, ni en italique, ni en « petit »…
- Le gras n'est utilisé que pour surligner le titre de l'article dans l'introduction, une seule fois.
- L'italique est rarement utilisé : mots en langue étrangère, titres d'œuvres, noms de bateaux, etc.
- Les citations ne sont pas en italique mais en corps de texte normal. Elles sont entourées par des guillemets français : « et ».
- Les listes à puces sont à éviter, des paragraphes rédigés étant largement préférés. Les tableaux sont à réserver à la présentation de données structurées (résultats, etc.).
- Les appels de note de bas de page (petits chiffres en exposant, introduits par l'outil «  Source ») sont à placer entre la fin de phrase et le point final[comme ça].
- Les liens internes (vers d'autres articles de Wikipédia) sont à choisir avec parcimonie. Créez des liens vers des articles approfondissant le sujet. Les termes génériques sans rapport avec le sujet sont à éviter, ainsi que les répétitions de liens vers un même terme.
- Les liens externes sont à placer uniquement dans une section « Liens externes », à la fin de l'article. Ces liens sont à choisir avec parcimonie suivant les règles définies. Si un lien sert de source à l'article, son insertion dans le texte est à faire par les notes de bas de page.
- La présentation des références doit suivre les conventions bibliographiques. Il est recommandé d'utiliser les modèles {{Ouvrage}}, {{Chapitre}}, {{Article}}, {{Lien web}} et/ou {{Bibliographie}}. Le mode d'édition visuel peut mettre en forme automatiquement les références.
- Insérer une infobox (cadre d'informations à droite) n'est pas obligatoire pour parachever la mise en page.

Pour une aide détaillée, merci de consulter Aide:Wikification.
Si vous pensez que ces points ont été résolus, vous pouvez retirer ce bandeau et améliorer la mise en forme d'un autre article.
Le groupe des locomotives à vapeur FS 670/671 des Ferrovie dello Stato Italiane - FS sont les locomotives "RA séries 3700/5000" de la Società Italiana per le Strade Ferrate Meridionali qui les avaient conçues et utilisées sur leur réseau Rete Adriatica jusqu'à leur nationalisation et leur transfert au sein de la nouvelle compagnie nationale italienne des chemins de fer "FS" en juillet 1905 et réimmatriculées FS 670/671 en 1907. La compagnie Rete Adriatica, fondée le 23 avril 1884, comptait un réseau de 4 400 km de voies ferrées, 1 111 locomotives à vapeur, 3 200 voitures voyageurs, 665 fourgons à bagages et 20 532 wagons de marchandises.
Les RA série 3700 étaient des locomotives à cabine avancée de conception très novatrice, emblématique (2'C) et peu orthodoxe pour l'époque. Ces locomotives, à marche inversée, étaient utilisées pour tracter des trains lourds à grande vitesse dans le sud de l'Italie. Deux prototypes et 41 locomotives ont été construits en plusieurs séries. À partir de 1919, 20 d'entre elles furent transformées en locomotives à vapeur surchauffée avant d'être radiées à la fin des années 1930. En 1936, une locomotive a été transformée en locomotive profilée et reclassée en type FS 672, équipée d'une chaudière Franco-Crosti (en).
La locomotive a été surnommée Mucca (« vache ») par les mécaniciens italiens, à cause de sa forme particulière et traînant un tender de forme identique mais plus petit, comme s'il s'agissait d'une vache avec son petit veau.
Lorsqu'en juillet 1905 tous les chemins de fer italiens furent nationalisés, les Ferrovie dello Stato Italiane (FS) ont envisagé de ré-immatriculer ces locomotives dans la classe FS Gruppo 690, mais elles furent finalement immatriculées dans la classe FS Gruppo 670.

## Histoire
Les locomotives "RA série 3700" devenues FS Gruppo 670, ont été conçues par l'ingénieur Giuseppe Zara, du bureau d'études de la compagnie ferroviaire Strade Ferrate Meridionali de Florence, l'une des deux principales compagnies ferroviaires d'Italie au début du XXe siècle. Sa conception était très originale. C'était un développement futuriste de la locomotive à vapeur qui visait à éliminer certains des problèmes biens connus de ces locomotives : les performances limitées mais surtout offrir au mécanicien de conduite un lieu de travail protégé des fumées de la locomotive car, sur les lignes avec de nombreux et longs tunnels, comme souvent en Italie, les fumées pouvaient conduire jusqu'à l'étouffement des conducteurs.
La chaudière était inversée sur les châssis, de sorte que la cabine et le foyer étaient en tête et soutenus par le bogie, tandis que les cylindres étaient à l'arrière. La disposition composée était également très particulière. Il s'agissait de la première expérience avec le moteur composé de type Plancher. Cette disposition signifiait qu'il y avait quatre cylindres, dans lesquels les deux haute pression (HP) et les deux basse pression (LP) étaient appariés, sur les côtés gauche et droit de la chaudière. Chaque paire était desservie par une seule vanne à piston via un agencement à orifices croisés.
La locomotive de type Plancher,, avait également une disposition particulière. Le charbon était stocké près de la cabine sur le côté gauche de la locomotive, tandis que le tender transportait 15 000 ou 20 000 litres d'eau, selon la série.
La locomotive prototype de la série RA 3700 a été exposée à l'Exposition universelle de 1900 à Paris où elle a suscité un grand intérêt mais également quelques controverses parmi les ingénieurs ferroviaires de l'époque. La Compagnie des chemins de fer de l'Ouest (Nota : la SNCF a été fondée le 31 août 1937) a demandé à garder la « Mucca » après l’exposition pour réaliser des tests sur son réseau avec son wagon dynamométrique (en) pour mesurer l'effort de traction, la puissance, la vitesse de pointe, etc... La locomotive a été testée sur la ligne Paris-Le Mans et sur les lignes Paris-Rouen et Paris-Évreux avec des résultats appréciables par rapport aux locomotives type 230 et 220 classiques de son parc. La RA 3701 se montre très stable, douce au roulement et facile à conduire. Très puissante pour son poids, la locomotive italienne démarre franchement et tracte les trains de voyageurs comprenant 10 voitures, pesant 130 tonnes, à la vitesse record de 126 km/h, chose remarquable pour l’époque. La disposition en ligne des quatre cylindres est une nouveauté appréciée des ingénieurs. Placés au-delà des dernières roues accouplées, les cylindres attaquent le même essieu moteur ; un unique tiroir commande deux cylindres d’un même groupe. Le mécanisme est donc plus simple, plus léger, tout en permettant aux quatre cylindres de donner leur pleine puissance.
Malgré les nombreux avis positifs recueillis lors des essais, cette locomotive est restée une série unique de 43 exemplaires commandés par la Società Italiana per le Strade Ferrate Meridionali pour son réseau Rete Adriatica. Outre le prototype fabriqué par les ateliers Officine Sociali R.A., 42 exemplaires ont été fabriqués en 2 séries
- par le constructeur italien Breda C.F., 30 exemplaires, 1er groupe : 6708 à 6711 et 2e groupe en 1905 : 6718 à 6743,
- sous licence, par la société allemande Borsig-Werke, 12 exemplaires 6702 à 6707 et 6712 à 6717.

Les différences entre les deux groupes étaient mineures et concernaient essentiellement la capacité du tender, passant de 15 000 litres d'eau du prototype à 20 000 litres. Les locomotives du deuxième groupe avaient une puissance de 980 CV, au lieu de 870, avec une chaudière disposant d'une plus grande surface de tube et une plus grande production de vapeur. Les derniers exemplaires avaient également une cabine plus longue et quelques améliorations de détail au niveau du confort poste de conduite du mécanicien.
Parmi les critiques formulées par les compagnies ferroviaires françaises après les essais sur leur réseau on peut noter :
- le chauffeur (celui qui alimente la chaudière), devait travailler à l'envers, et ne pouvait pas collaborer au suivi du tracé. Cet argument était fallacieux car il travaille penché, la bouche de la boîte à feu étant placée très bas au milieu de la cabine de conduite et pivoter à chaque pelée de charbon stocké dans le tender. De plus, dans une machine traditionnelle il y a beaucoup moins de place !
- les soutes à charbon, placées sur les flancs de la locomotive, bien que relativement faibles, pourraient devenir un obstacle pour les deux cheminots (mécanicien et chauffeur) dans la cabine de conduite,
- placé à l'avant de la locomotive, dans un habitacle fermé, le mécanicien ne pourrait pas détecter suffisamment tôt les signes d'éventuels problèmes techniques tels que des bruits anormaux ou les odeurs d'échauffement... Une cabine de conduite traditionnelle est à l'air libre donc très bruyante ce qui empêche d'entendre quelque bruit que ce soit.

## Tender
Le tender qui équipait la locomotive étudiée pour Rete Adriatica (type RA 3700) n'était pas le stock de charbon pour la locomotive mais un wagon-citerne d'eau, 15 ou 20 m3, équipé à chaque extrémité d'attelages, tampons et de freins, comme la machine qu'il servait. Cela permettait de le désaccoupler mais pas de se passer de ce wagon bouclier que la législation et la réglementation de l'époque imposait de placer entre la locomotive et les wagons de voyageurs. (Cf. Dino Salomone - Le tender. Origines et évolution sur les réseaux italiens, sur Italmodel Ferrovie, 17 (1967), n° 136, p. 4434 à 4436). Il faut garder à l'esprit que la locomotive et le tender étaient toujours accrochés l'un à l'autre et que leur désaccouplage n'était opéré que dans certains cas particuliers, comme en cas de retournement sur des plateformes trop courtes ou de manœuvres dans les ateliers de maintenance,.

## Locomotives FS Gruppo 671
En 1919, la direction des Ferrovie dello Stato Italiane - FS décida de modifier 29 locomotives du groupe FS 670 et de les équiper d'un surchauffeur. Le locomotives modifiées ont été renommées FS 671.001 à 029.

## Locomotive FS 672
En 1939, la locomotive FS 670.030 a été transformée et équipée d'une chaudière Franco-Crosti (de). Afin d'augmenter le rendement d'au moins 10 % de la locomotive à vapeur, les ingénieurs italiens Attilio Franco (1873-1936) et Pietro Crosti ont développé le principe qui porte leur nom. Ce principe simple mais ingénieux et très efficace consistait à utiliser les gaz d'échappement d'une locomotive à vapeur après leur passage dans les tubulures de la chaudière en les interceptant dans la chambre, au lieu de les laisser se disperser dans l'atmosphère à travers la cheminée et les acheminer vers un préchauffeur d'eau, conçu comme une chaudière de locomotive à tubes. L'eau en sortie du préchauffeur est introduite dans la chaudière via un clapet anti-retour. Le préchauffeur ne porte pas l'eau à ébullition mais élève sa température grâce aux calories des gaz d'échappement. (Le concept de la récupération d'énergie avec plus d'un siècle d'avance !). Pour augmenter encore l'efficacité globale du système, les gaz d'échappement passent à travers une enveloppe qui entoure la chaudière elle-même. Plusieurs tests et mesures ont montré que le système Franco-Crosti permettait d'augmenter de 20 à 25 % le rendement des locomotives à vapeur auxquelles il était appliqué.
La locomotive prototype FS 670.030, reclassée FS 672.001, a été soumise à de très nombreux essais qui ont montré, outre une augmentation substantielle de sa puissance, une économie de carburant de 22% par rapport aux autres locomotives FS 671. Cette locomotive a ouvert la voie à beaucoup d'autres conversions très réussies pour un grand nombre de compagnies ferroviaires européennes(en) P.M. Kalla-Bishop, Italian state railways steam locomotives : together with low-voltage direct current and three-phase motive power, Tourret Publishing - Abingdon, 1986 (ISBN 0905878035).

## Utilisation
La société Società Italiana per le Strade Ferrate Meridionali, fondée le 18 septembre 1862 par le Comte Pietro Bastogi et cotée à la Bourse de Milan, propriétaire de la compagnie ferroviaire Rete Adriatica - Réseau de l'Adriatique, était l'un des 3 concessionnaire de service public des réseaux ferrés italiens agréés par la convention du 23 avril 1884. La Rete Adriatica gérait les liaisons partant de Milan et desservant l'est de la Lombardie jusqu'à la Suisse, la Vénétie jusqu'à Trieste, l'Émilie-Romagne, les Marches, la capitale Rome et la partie est du sud de la péninsule jusqu'à Lecce et la transversale Naples-Bari, soit un total de 5 602 km de voies ferrés.
Les locomotives RA série 3700/5000 ont été utilisées sur les liaisons rapides de voyageurs au départ de Milan Centrale sur les lignes :
- Milan-Bologne-Florence-Rome,
- Milan-Venise (it),
- Milan-Bologne-Ancône

## La «Cab Forward» de Southern Pacific
Aux États-Unis, la compagnie Southern Pacific Transportation Company exploitait un certain nombre de lignes qui franchissaient la barrière montagneuse de la Sierra Nevada, principalement entre Sacramento et Sparks sur la ligne transcontinentale reliant San-Francisco à Salt Lake City et Chicago. La section reliant Sacramento à Sparks est située en pleine montagne avec de nombreux tunnels ainsi que des ouvrages pare-avalanches ou pare-neige. Les rampes sont de 25‰ (25 pour mille) et les trains de marchandises sont immenses, interminables, pesant des milliers de tonnes. Il était impossible de regrouper les locomotives en tête du train car l’effort de traction exercé sur les premiers wagons aurait été beaucoup trop important ; il fallait répartir les locomotives sur toute la longueur du train, une locomotive tous les 30 wagons environ. Dans les tunnels, les équipes de conduite respiraient les fumées des locomotives qui précédaient la leur, ce qui était absolument intenable pour les mécaniciens en fin de convoi.
En 1910, la conception de la locomotive à vapeur avec cabine avancée de l'ingénieur Giuseppe Zara est reprise par la compagnie américaine qui veut faire construire ses futures "Locomotive Cab Forward" (cabine à l’avant) par Baldwin,, le plus important constructeur mondial de locomotives à vapeur devant ALCO. Après plusieurs prototypes non concluants, il est décidé que la locomotive devra disposer d'une puissance nettement supérieure à celles en service pour n'avoir qu'une seule locomotive en tête d'un train moins lourd. La future "Big Boy" est prise comme référence. La première Baldwin Big Boy AC-4 (en) inversée est livrée en 1928. Cette locomotive prototype rencontre un véritable succès auprès des mécaniciens qui l'ont conduite et qui veulent tous en devenir le mécanicien attitré. 195 exemplaires seront fabriqués par Baldwin entre 1928 et 1944.
Seule différence de taille avec l'original italien, la chaudière de la locomotive Baldwin ne fonctionne pas au charbon mais au fuel, combustible stocké dans le tender qui, avec une simple pompe, alimente la chaudière. La « Cab Forward » est donc techniquement liée à la chauffe au fuel, ce qui va rapidement tuer la filière des locomotives à vapeur. Ce système annonçait, par la force des choses, l'arrivée des locomotives à moteur diesel qui remplacèrent la traction vapeur sur l’ensemble des réseaux ferrés du monde entier, partout où la traction électrique n'était pas rentable.